# A Bunch of Violets (film 1916)
A Bunch of Violets è un film muto del 1916 diretto da Frank Wilson.

## Trama
Un banchiere perde le elezioni, poi la moglie quando questa scopre che lui è bigamo, la sua banca fallisce e la sua segretaria lo deruba. L'unica cosa che gli resta è l'amore della figlia.

## Produzione
Il film fu prodotto dalla Hepworth.

## Distribuzione
Distribuito dalla Ward, il film uscì nelle sale cinematografiche britanniche nell'aprile 1916.
Fu distrutto nel 1924 dallo stesso produttore, Cecil M. Hepworth. Fallito, in gravissime difficoltà finanziarie, Hepworth pensò in questo modo di poter almeno recuperare il nitrato d'argento della pellicola.